# Sebastian Czaja

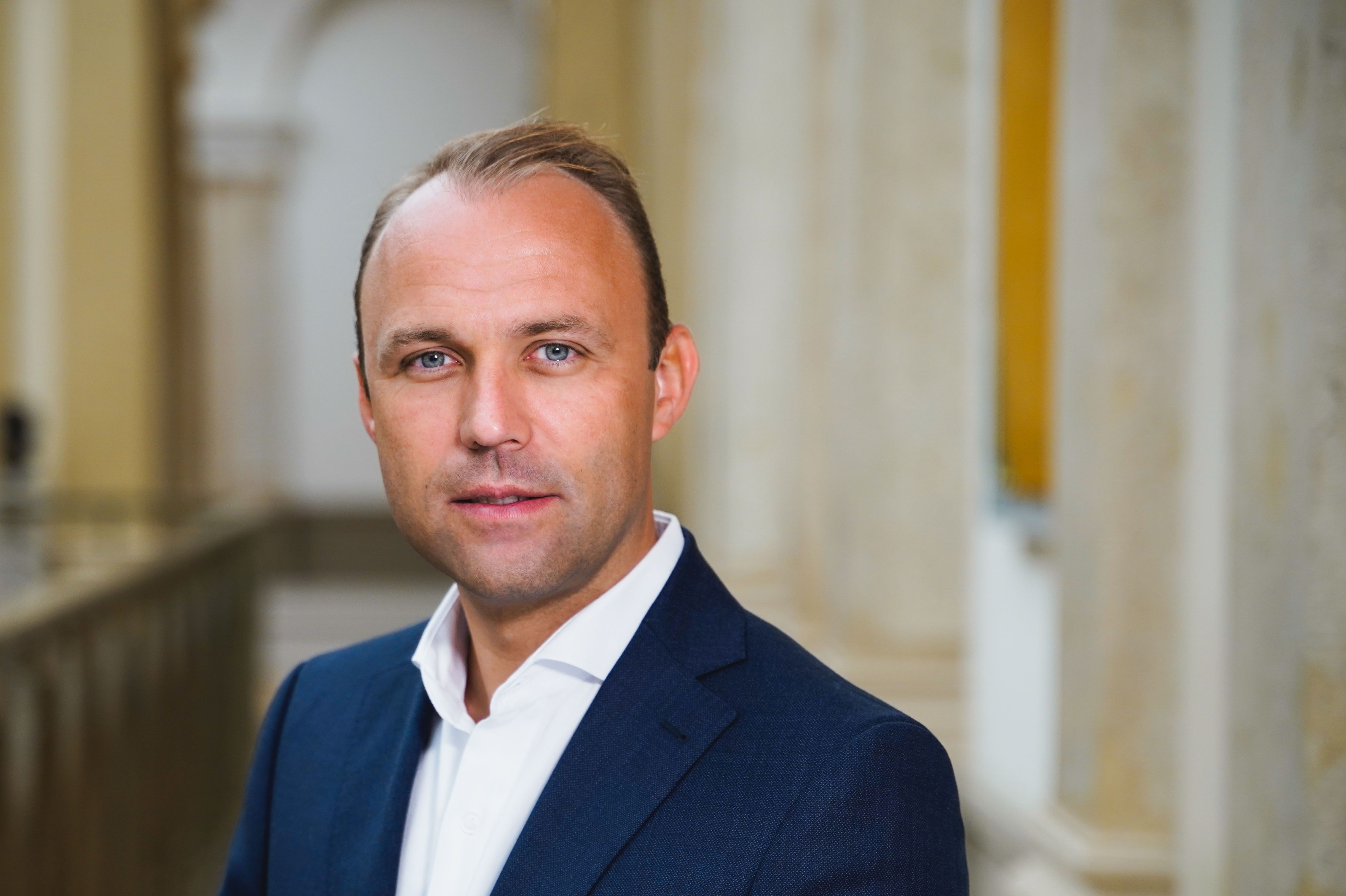
Sebastian Czaja, 2021

Sebastian Czaja (* 28. Juni 1983 in Ost-Berlin) ist ein deutscher Politiker (FDP). Von 2006 bis 2011 und von 2016 bis 2023 war er Abgeordneter im Berliner Abgeordnetenhaus, von 2016 bis 2023 als Vorsitzender der dortigen FDP-Fraktion. Von September 2015 bis Februar 2020 war er Generalsekretär der Berliner FDP. Seit November 2020 ist er einer der drei stellvertretenden Landesvorsitzenden. Czaja war FDP-Spitzenkandidat bei den Wahlen zum Abgeordnetenhaus 2016 und 2021, erneut bei der Wiederholungswahl 2023. Seit April 2023 ist er Mitglied im Bundesvorstand der FDP. Er ist der jüngere Bruder von Mario Czaja (CDU).

## Familie, Ausbildung und Beruf
Sebastian Czaja wuchs in Berlin-Mahlsdorf auf. Sein älterer Bruder Mario (* 1975) ist CDU-Politiker und ehemaliger Sozialsenator von Berlin. Sebastian Czaja besuchte 1996 bis 2000 die Klingenberg-Oberschule in Berlin-Biesdorf und erwarb die mittlere Reife, nach dem Besuch des Oberstufenzentrums Energietechnik II in Berlin (2000 bis 2004) die fachgebundene Hochschulreife. Im Januar 2004 schloss Czaja eine Ausbildung im Bereich der Elektrotechnik durch Bestehen der Gesellenprüfung ab. Nach dem Besuch des Victor-Klemperer-Kollegs in Berlin-Marzahn (2004 bis 2008) erwarb er 2008 die allgemeine Hochschulreife. Danach war er bei der Baufirma Strempel & Große aus Marzahn-Hellersdorf tätig, die auch Czajas Bezirksbüro in Marzahn-Hellersdorf mitfinanzierte.
Nach seinem Ausscheiden aus dem Berliner Abgeordnetenhaus 2011 war Czaja von 2012 bis Herbst 2013 beratender Repräsentant für die „Jahn Baumanagement“-Gesellschaft tätig. Anschließend war er bei der Gesellschaft „beton & rohrbau C.F. Thymian“ für die Projektentwicklung verantwortlich. Seit 2016 ist er bei der beton & rohrbau 2.0 GmbH in der Projektentwicklung tätig.
Czaja ist verheiratet und hat eine Tochter. 2004 war er für kurze Zeit mit dem Model Micaela Schäfer liiert.

## Parteilaufbahn

### CDU
Czaja war von 1999 bis 2005 Mitglied der CDU und 2001/02 Kreisvorsitzender der Jungen Union Marzahn-Hellersdorf. Zeitgleich war er stellvertretender Landesvorsitzender der Schüler-Union Berlin.

### FDP
Nach seinem Eintritt in die FDP 2005 wurde er bis 2006 Vorsitzender der FDP-Fraktion in der Bezirksverordnetenversammlung Marzahn-Hellersdorf. Von 2009 bis 2012 war Czaja Bezirksvorsitzender der FDP Marzahn-Hellersdorf. Seit Februar 2019 ist er Vorsitzender des FDP-Bezirksverbandes Steglitz-Zehlendorf, in dem er seit Juli 2017 den FDP-Ortsverband Wannsee führt.
2009 gründete Czaja die Fach- und Arbeitsgruppe Sportpolitik der FDP-Fraktionsvorsitzendenkonferenz (FVK) und war deren Vorsitzender und Sprecher.
Seit September 2015 bis zu seinem Rücktritt im Februar 2020 war Czaja Generalsekretär der FDP Berlin, die ihn auf ihrem Landesparteitag am 9. März 2018 mit 80,9 Prozent in seinem Amt bestätigte. Auf dem FDP-Parteitag am 12. März 2016 war Czaja mit 72,4 Prozent der Stimmen zum Spitzenkandidaten für die Abgeordnetenhauswahl am 18. September 2016 gewählt worden.
Die FDP erhielt am 18. September 2016 6,7 % der Wählerstimmen (2011: 1,8 %).
Nach dem Wiedereinzug ins Berliner Abgeordnetenhaus, seiner Wahl zum FDP-Fraktionsvorsitzenden und der Bestätigung im Amt im Oktober 2017 wurde Czaja am 29. Januar 2018 zum stellvertretenden Vorsitzenden der FDP-Fraktionsvorsitzendenkonferenz gewählt.
Auf dem Landesparteitag der Berliner FDP am 15. November 2020 wurde er zu einem der drei stellvertretenden Landesvorsitzenden gewählt.
Bei der Abgeordnetenhauswahl am 26. September 2021, bei der er wie schon 2016 Spitzenkandidat seiner Partei war, kam die FDP auf 7,1 % der Wählerstimmen. Bei den sich anschließenden Sondierungsgesprächen, an denen er als Spitzenkandidat und stellvertretender Landesvorsitzender beteiligt war, hat die SPD Signale in Richtung CDU und FDP gesendet, dann in Richtung einer Ampel-Koalition, hat sich am Ende aber doch für die Fortsetzung der bisherigen Koalition aus SPD, Grünen und Linke entschieden. Zu einer Ampel-Zählgemeinschaft unter Mitwirkung von Czaja in seiner Funktion als FDP-Bezirksvorsitzender kam es allerdings in Steglitz-Zehlendorf, wo damit nach 50 Jahren die CDU-Führungsrolle beendet ist.
Für die in Berlin nach der Entscheidung des Berliner Verfassungsgerichtshofes notwendig gewordenen Wiederholung der Wahl des Abgeordnetenhauses am 12. Februar 2023 hat die FDP Berlin Czaja erneut zum Spitzenkandidaten gekürt. Bei der Wahl am 12. Februar 2023 erreichte die Berliner FDP allerdings nur 4,6 Prozent der Stimmen und verpasste damit den Wiedereinzug ins Abgeordnetenhaus.
Auf dem 74. Ordentlichen Bundesparteitag in Berlin wurde er am 22. April 2023 als Beisitzer in den Bundesvorstand der FDP gewählt.

## Öffentliche Ämter

### Bezirksverordnetenversammlung
Sein Mandat als Bezirksverordneter in der Bezirksverordnetenversammlung (BVV) Marzahn-Hellersdorf übte Czaja 2001 bis zum Ende der Legislaturperiode 2006 aus. Durch seinen Wechsel von der CDU zur FDP 2005, bei dem er sein Mandat behielt, wuchs die FDP in der BVV zur Fraktionsstärke, was Czaja schnell großen Einfluss, aber auch Kritik von anderen FDP-Politikern brachte.

### Berliner Abgeordnetenhaus

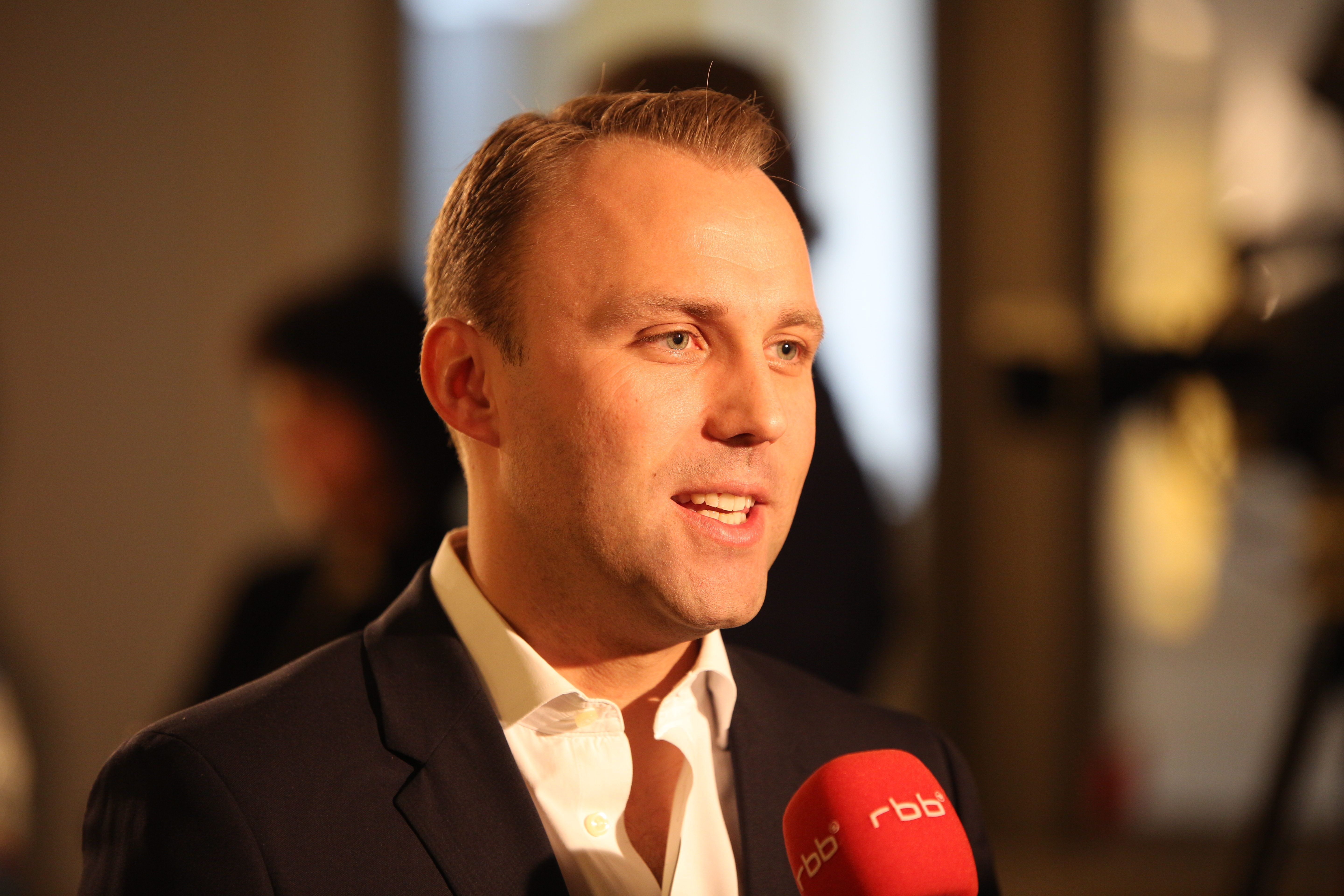
Sebastian Czaja (2016)

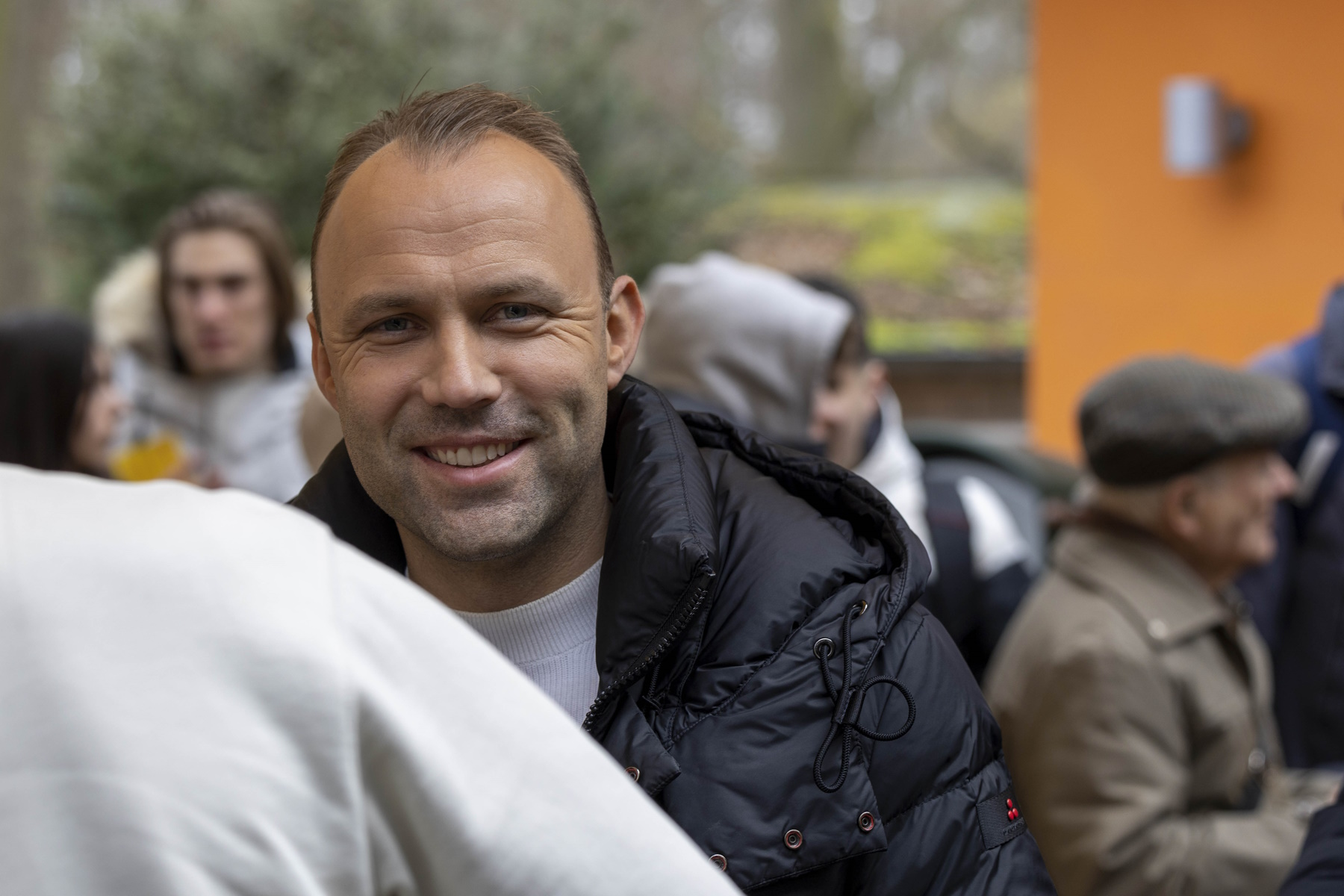
Bei der Wiederholungswahl zum 19. Abgeordnetenhaus von Berlin (2023)

Czaja wurde 2006 Mitglied des Berliner Abgeordnetenhauses und Sprecher der dortigen FDP-Fraktion für Sport, berufliche Bildung, Wissenschaft und Forschung. Er war im Abgeordnetenhaus Mitglied der Ausschüsse für Sport, berufliche Bildung, Wissenschaft und Forschung sowie Mitglied des Hauptausschusses und stellvertretender Vorsitzender des Unterausschusses Bezirke. Des Weiteren war er Mitglied des Landesfachausschusses für Bildung und Sport sowie des Bundesfachausschusses Hochschule. Zum stellvertretenden Fraktionsvorsitzenden der Berliner FDP wurde Czaja am 26. April 2009 gewählt. Seine Sprecherfunktion für Wissenschaft und Forschung gab er zu diesem Zeitpunkt ab. Nachdem Czaja den damaligen FDP-Parteivorsitzenden und Spitzenkandidaten Christoph Meyer unmittelbar nach Schließung der Wahllokale bei der Abgeordnetenhauswahl am 18. September 2011 scharf kritisiert und dessen Rücktritt gefordert hatte, wurde er am 30. September 2011 als stellvertretender Fraktionsvorsitzender abgewählt. Bei dieser Wahl hatte Czaja als Spitzenkandidat der Bezirksliste und Wahlkreiskandidat für Marzahn kandidiert. Da die FDP nach der Wahl mit einem Ergebnis von 1,8 Prozentpunkten nicht mehr im Parlament vertreten war, endete auch das Mandat von Czaja.
Bei der Abgeordnetenhauswahl am 18. September 2016 führte Sebastian Czaja als Spitzenkandidat die Freien Demokraten wieder zurück in das Abgeordnetenhaus und wurde nach der Konstituierung am 19. September 2016 zum Vorsitzenden der dortigen FDP-Fraktion gewählt.
Am 17. Oktober 2017 bestätigten die 12 FDP-Abgeordneten Czaja in diesem Amt. Bei der Abgeordnetenhauswahl am 26. September 2021 konnte Czaja als Spitzenkandidat der Freien Demokraten das Ergebnis seiner Partei mit 7,1 % noch einmal verbessern und wurde nach der Konstituierung am 27. September erneut zum Fraktionsvorsitzenden gewählt. Im November 2017 wurde bekannt, dass Czaja und sein Kollege Thomas Seerig seit Beginn der Legislatur eine Kostenpauschale aus Steuermitteln von je monatlich 850 Euro für ein Büro bezogen hatten, das noch gar nicht bestand. Nach öffentlichen Vorwürfen erklärte Czaja, er habe bei seiner ursprünglichen Behauptung, noch kein Geld bezogen zu haben, „unsauber formuliert“. Im April 2019 nannte Czaja den BER-Chef und Staatssekretär Engelbert Lütke Daldrup einen „notorischen Lügner“, von dem „die Steuerzahler keine Wahrheit erwarten dürften“. Der von Lütke Daldrup angestrengte Rechtsstreit über die womöglich ehrverletzende Behauptung Czajas endete mit einem Vergleich, wonach dieser vor Gericht rechtsverbindlich erklärte, den Flughafenchef künftig so nicht mehr zu bezeichnen. In einer einstweiligen Verfügung untersagte das Landgericht Hamburg dem FDP-Fraktionschef im Berliner Abgeordnetenhaus im März 2020 eine Äußerung, wonach ein Gericht den Rechtsextremisten Björn Höcke als Faschisten eingestuft habe. Czaja hatte in einem Namensbeitrag geschrieben, dass die AfD „im thüringischen Freistaat mit ihrem Landesvorsitzenden Höcke sogar einen Typus Politiker an ihrer Spitze weiß, den ein Gericht aufgrund überprüfbarer Tatsachengrundlagen als Faschisten einstuft“.

## Sonstiges Engagement
2014 gründete Czaja zusammen mit dem ehemaligen wohnungspolitischen Sprecher der FDP-Bundestagsfraktion, Sebastian Körber, sowie mit dem Vizepräsidenten des Immobilienverbandes Deutschland IVD, Jürgen Michael Schick, den FDP-nahen Verein „Liberale Immobilienrunde“, in dem er stellvertretender Vorsitzender ist. Seit 2014 gehört Czaja auch der „Arbeitsgemeinschaft City“ an. Er engagiert sich in der Deutschen Parlamentarischen Gesellschaft und war Mitglied der Nachwuchsförderung des „German Council Ne(X)t Gen“. Daneben ist er Botschafter des Vereins „Sport gegen Gewalt“, der es sich zum Ziel gemacht hat, Jugendlichen in schwierigen urbanen Umfeldern Alternativen und Perspektiven zu vermitteln. Darüber hinaus ist er u. a. stellvertretender Vorsitzender des Fördervereins Victor-Klemperer-Kolleg und Beisitzer der berliner wirtschaftsgespräche sowie Mitglied im Verein der Freunde und Förderer – Kiddies Family und im Kuratorium für den Wiederaufbau der Synagoge Fraenkelufer.
Czaja war Initiator des Volksbegehrens „Berlin braucht Tegel“, das Tegel als Verkehrsflughafen auch nach einer Eröffnung des BER dauerhaft erhalten wollte. Beim Volksentscheid über den Weiterbetrieb des Flughafens Berlin-Tegel am 24. September 2017 sprach sich eine Mehrheit von 56,4 % für den Weiterbetrieb von Tegel aus. Der Senat wurde damit aufgefordert, den Weiterbetrieb des Flughafens Tegel als Verkehrsflughafen unbefristet sicherzustellen. Da der Volksentscheid keinen konkreten Gesetzentwurf umfasste, war das Abstimmungsergebnis rechtlich nicht bindend, im Juni 2018 beschloss das Berliner Abgeordnetenhaus daher, dass das Volksbegehren vom Senat nicht umsetzbar sei.
Czaja ist ein Gegner des Berliner Mietendeckels.

## Ehrungen und Auszeichnungen
Für den von Czaja verantworteten Berliner FDP-Abgeordnetenhaus-Wahlkampf erhielt seine Partei gemeinsam mit der ausführenden Agentur HEIMAT den Politikaward 2016 der Fachzeitschrift „politik & kommunikation“ in den Kategorien „Politische Kampagne“ und „Digital Public Affairs“ sowie „Virale Kommunikation“ – letzteren speziell für die Guerilla-Maßnahme und Startup-Kampagne, mit der seine Partei in London mit dem Slogan "Dear start-ups, keep calm and move to Berlin." um Unternehmensgründer geworben hatte.
Das Wirtschaftsmagazin „Capital“ nahm Czaja 2017 und 2018 in die „Junge Elite – die Top 40 unter 40“ in der Kategorie „Politik und Staat“ auf, in der die herausragenden Talente des Landes unter 40 Jahren, die in Parteien und Behörden Karriere machen, gekürt werden. Bereits ein Jahr zuvor zählte der FDP-Politiker zu den Rising Stars 2016 von „politik & kommunikation“, die „deutschlandweit in Jugendorganisationen von Parteien, in Landesparlamenten, Ministerien und im Deutschen Bundestag schon viel bewirken und noch Großes vor sich haben.“

## Kritik
Am 23. November 2022 lud Czaja auf Instagram ein Video hoch, auf dem er um 0 Uhr die Friedrichstraße „eröffnete“, als diese von einer Fußgängerzone wieder in eine Autostraße umgewandelt werden sollte. Dazu entfernte er die Barrikaden. Als Videos auftauchten, die zeigten, dass er die Barrikaden vorher selbst hingestellt haben soll, erstattete der Grünen-Politiker Christian Storch Strafanzeige gegen Czaja nach § 315b („gefährlicher Eingriff in den Straßenverkehr“) und § 132 („Amtsanmaßung“) Strafgesetzbuch. Er lud die Videos auf Twitter hoch und versah sie mit dem Kommentar: „Ist Ihnen das wirklich nicht peinlich, Herr @SebCzaja? Was haben Sie nur für ein abstruses Bild vom Rechtsstaat?“